# Jacob Merkelbach
Jacob Merkelbach, né le 29 avril 1877 à Amsterdam et mort le 6 février 1942 dans la même ville, est un photographe néerlandais, fondateur de l'un des ateliers les plus réputés dans l'art du portrait photographique aux Pays-Bas.

## Biographie

### Enfance
Jacob Merkelbach est le fils de J. W. Merkelbach, propriétaire de la société Merkelbah & Cie qui à la fin du XIXe siècle vend des caméras des stéréoscopes et des projecteurs à diapositives.

### Carrière
Il travaille au-dessus de la maison de couture Hirsch et Cie sur la place Leidseplein à Amsterdam ; ses clients font partie des habitants d'Amsterdam aisés ou sont des personnalités du milieux artistiques et du théâtre. Les plus connus sont Mata Hari, Fien de la Mar, Theo Mann-Bouwmeester, Willem Mengelberg et Abel Herzberg.

## Quelques œuvres

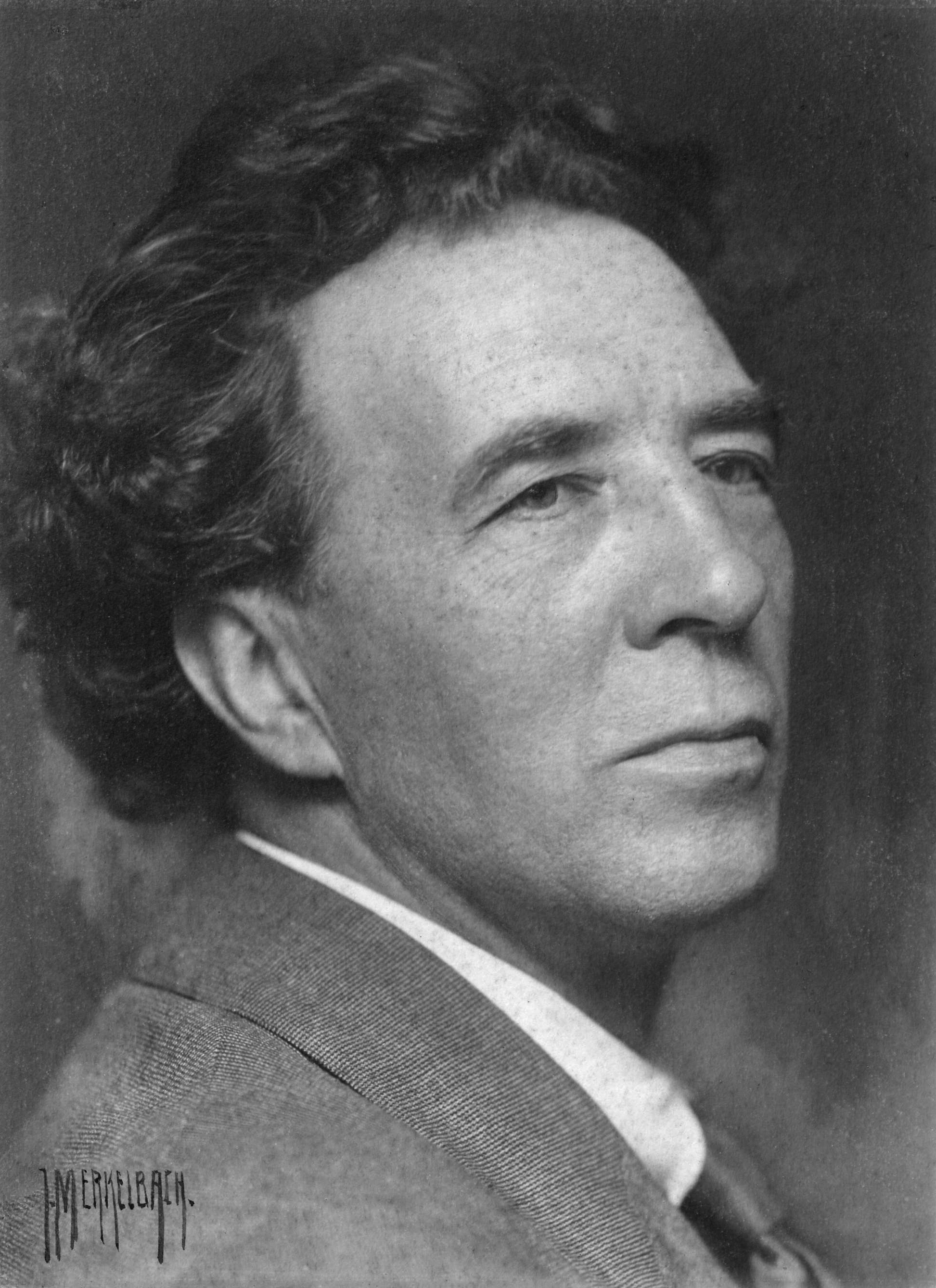
Jan Fabricius, entre 1910 et 1920.
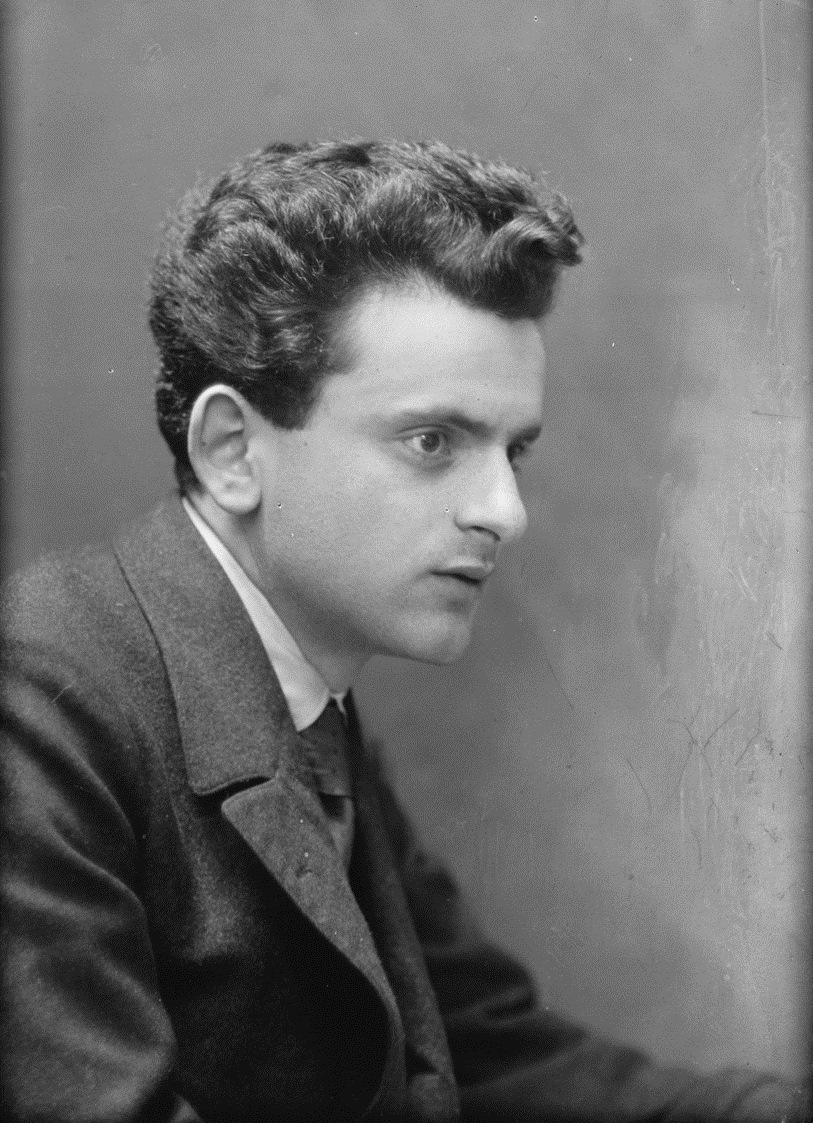
Abel Herzberg, vers 1913.
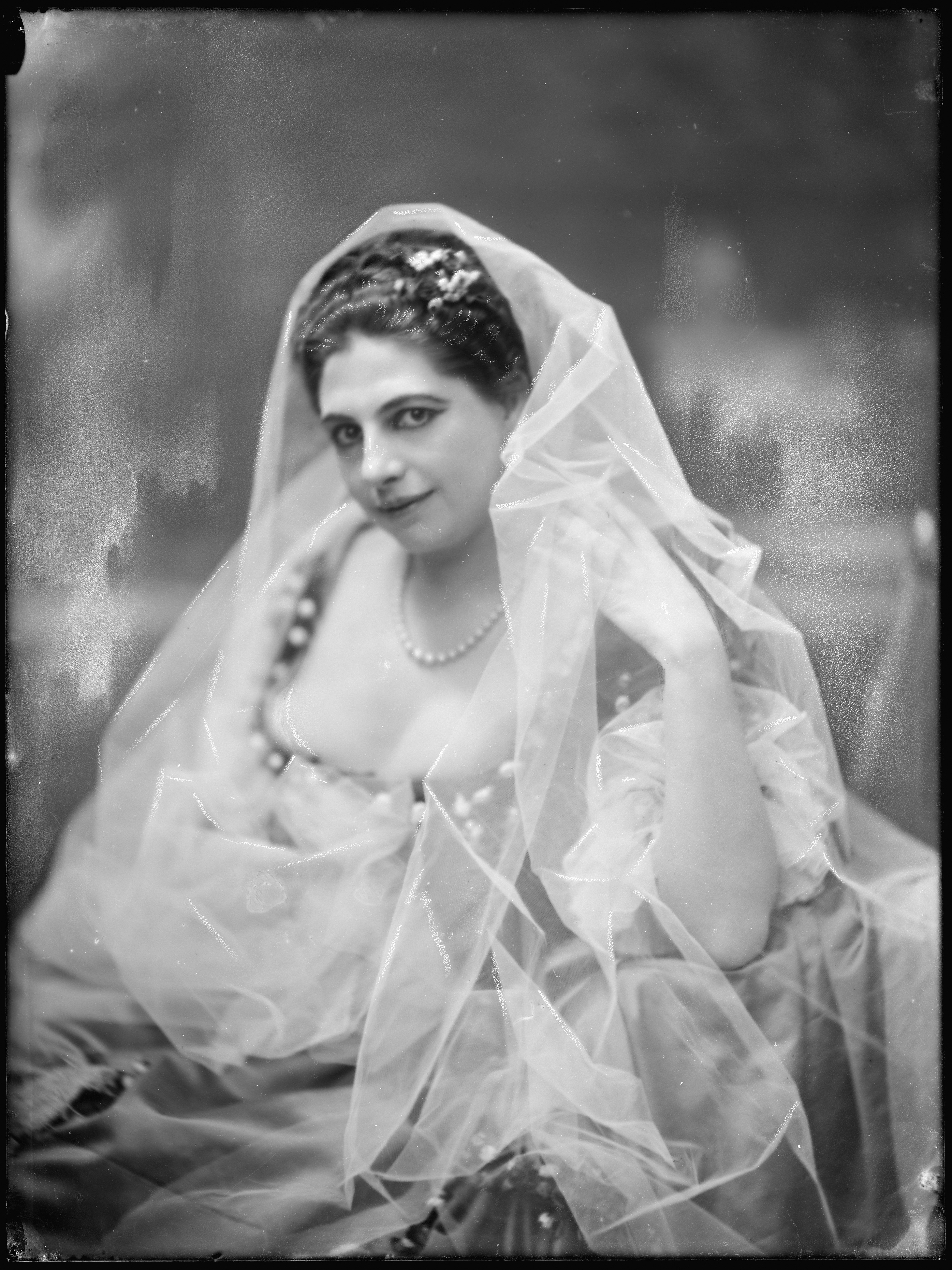
Mata Hari, 1915.
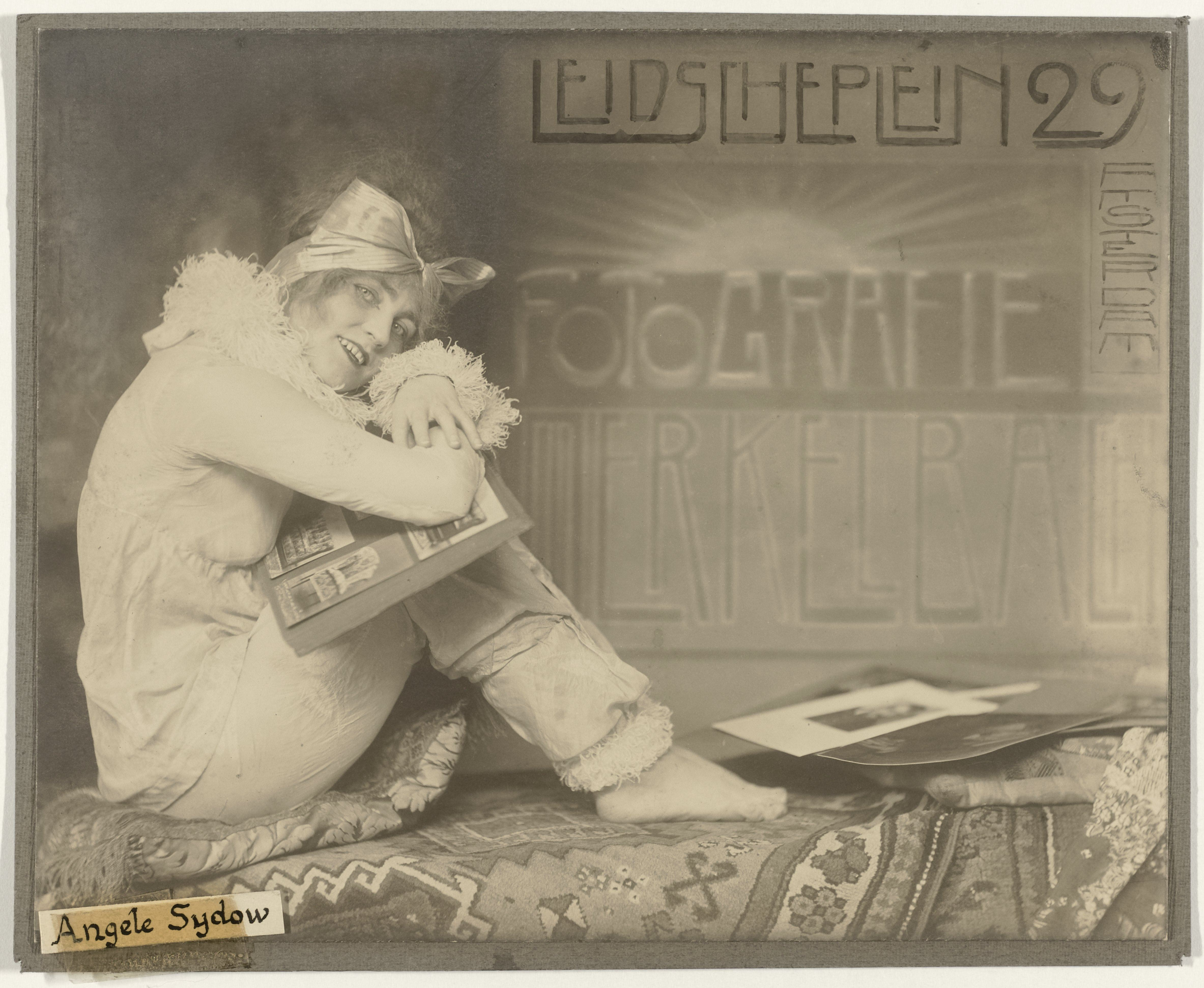
Photographie publicitaire pour l'atelier de Merkelbach, avec la danseuse Angèle Sydow, 1916.
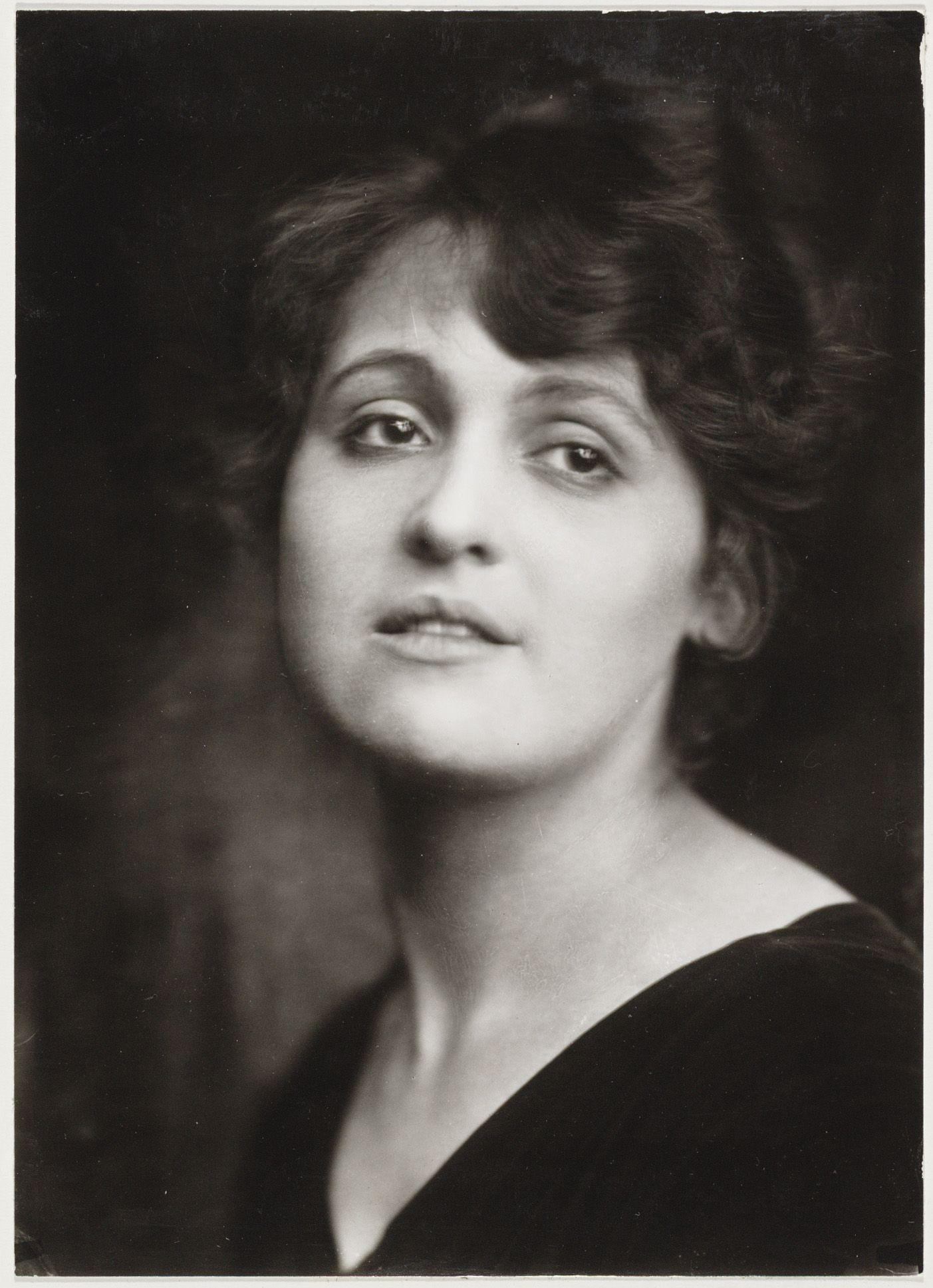
Nola Hatterman, 1919.
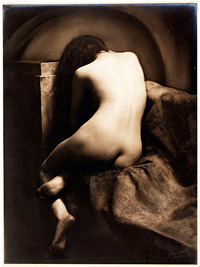
Étude de  Nu, 1920.
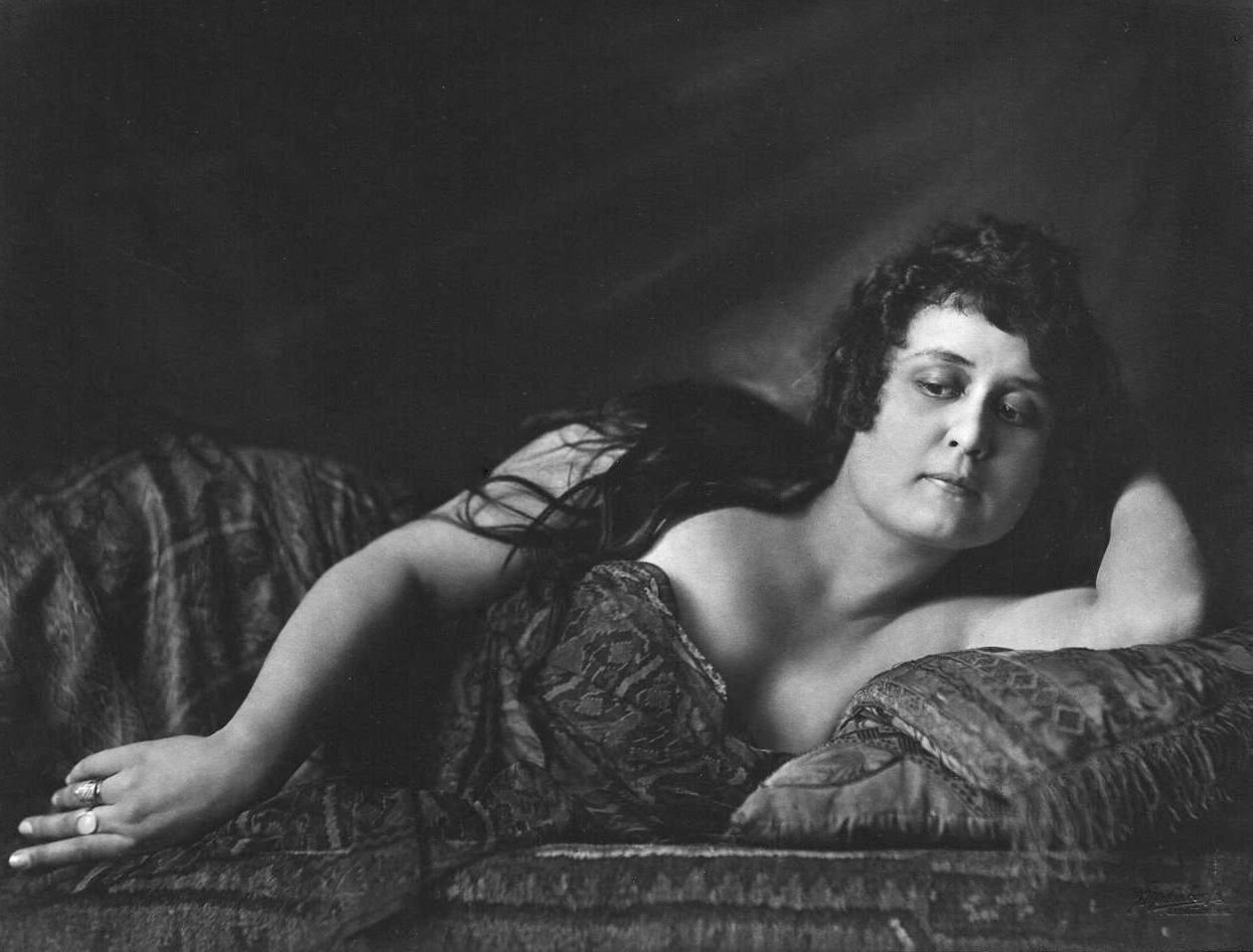
Willy Corsari, 1922.
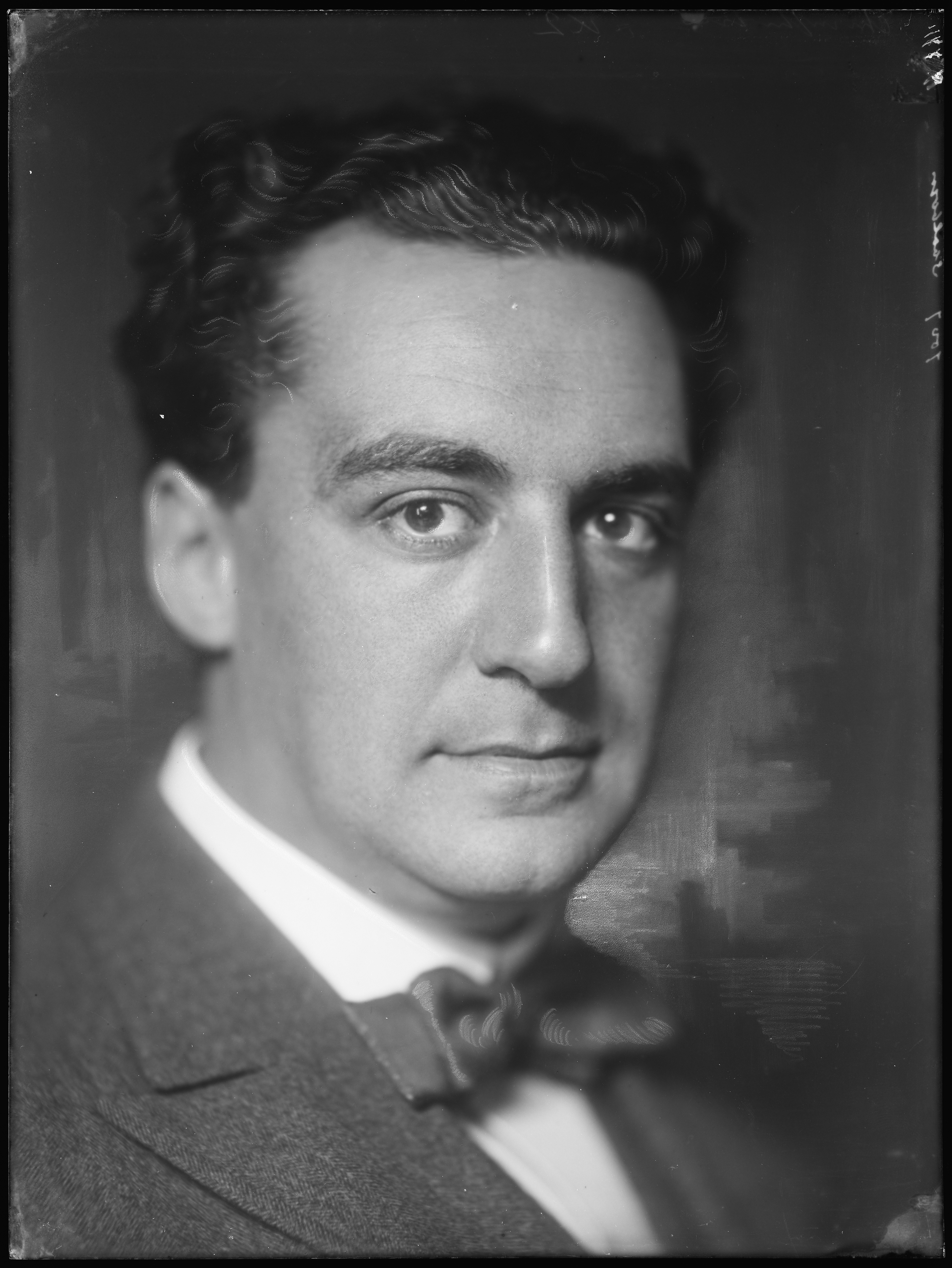
Louis Saalborn, 1924.
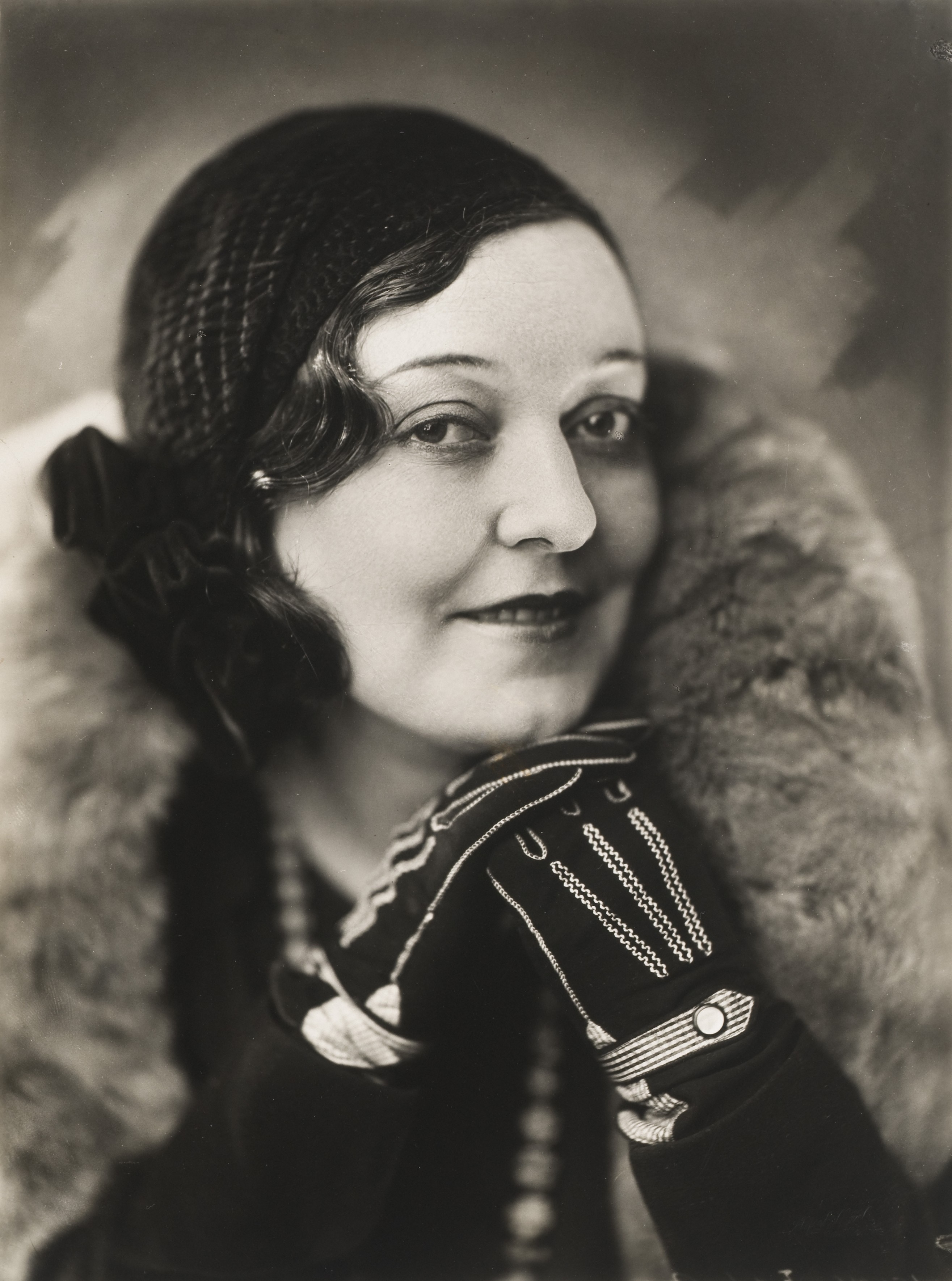
Fien de la Mar, vers 1933.